# Plagiodontia aedium
Plagiodontia aedium (гаїтянська хутія) — вид гризунів підродини хутієвих. Це один із двох ендемічних видів ссавців (разом з Solenodon paradoxus), що нині живуть на цьому острові. Їх чисельність швидко падає через втрати місць проживання, переслідування як шкідників сільськогосподарських культур, полювання, переслідування домашніми собаками, загрози з боку інших завезених видів (коти, щурі, мангусти).

## Поширення
Вид проживає на острові Гаїті у тропічних і субтропічних лісах а також у скелястих районах до 2000 метрів, хоча його екологічна ніша знаходиться в районах з вологим кліматом.

## Зовнішня морфологія та відтворення
Великий деревний гризун, вагою до 1,3 кг. Довжина тіла й голови: 312 мм, хвоста: 153 мм. Має дуже тіло, широку голову, невеликі вуха і короткий, лускатий, напівчіпкий голий хвіст. Як передні, так і задні ноги мають по п'ять пальців, всі озброєні кігтями окрім великого пальця, який має короткий, тупий ніготь. Самки мають три пари бічних грудних молочних залоз. Вагітність триває 120—150 діб, після цього народжується один або двоє малюків.

## Поведінка
Живуть малими сімейними групами. Одні групи займають нори чи ущелини в скелях і годуються близько біля землі, інші ж займають порожнини дерев і рухаються по деревах, мало спускаючись на землю. Доказів, що можуть рити нори самі немає. Веде нічний спосіб життя і харчується широким спектром рослинної їжі: листя, пагони, кора, плоди і коріння, в тому числі сільськогосподарські культури такі як кукурудза, маніок і голубиний горох.